# Saltator fuligineux
Saltator fuliginosus · Cardinal fuligineux
Espèce
Synonymes
- Pitylus fuliginosus[2]

Statut de conservation UICN

 LC  : Préoccupation mineure
Le Saltator fuligineux ou Cardinal fuligineux (Saltator fuliginosus) est une espèce d'oiseaux de la famille des Thraupidae.

## Description
Cet oiseau mesure environ 22 cm de longueur. Son plumage est noir et son bec rouge.

## Répartition
Cette espèce vit en Argentine, au Brésil et au Paraguay.

## Systématique
Cet oiseau est monotypique.